# Cierniak

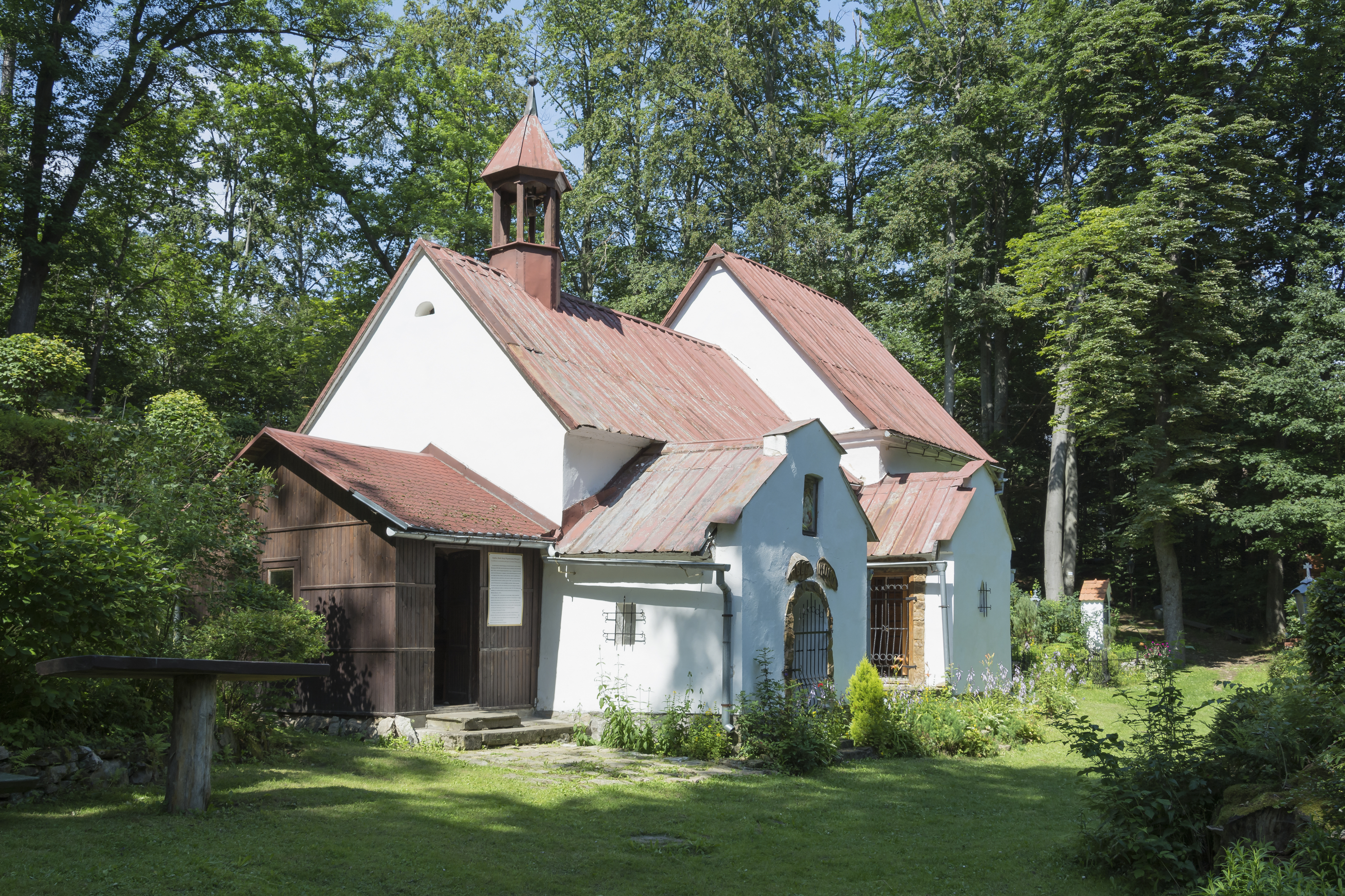
Kaplica Cierniaku

Cierniak (592 m n.p.m., dawna niem. nazwa Stachelberg) – góra w paśmie Gór Złotych wznosząca się nad wsią Radochów i Doliną Białej Lądeckiej (gmina Lądek-Zdrój) z XIX-wieczną kalwarią (stąd nazwa góry). Na szczyt prowadzi od wsi 214 stopni ustawianych tu kolejno przez 150 lat przez pątników. Na wypłaszczeniu pod szczytem znajduje się kaplica i stacje drogi krzyżowej. W pobliżu kaplicy mieszkał do czerwca 2023 roku Elizeusz Janikowski, pustelnik.

## Geografia i przyroda
Stanowi dość wyraźnie oddzieloną kulminację o regularnym kształcie kopca wznoszącego się nad doliną rzeki Białej Lądeckiej. Niemal w całości porośnięty dolnoreglowym borem świerkowym z domieszką jodły i buka. W całości znajduje się na terenie Śnieżnickiego Parku Krajobrazowego.

## Kaplica
Kaplica Matki Bożej Wspomożenia Wiernych z 1851 r. położona w lesie na północno-wschodnim stoku góry, na wysokości ok. 540 m n.p.m., została ufundowana przez Antoniego Wachsmanna (1809-1888) jako dar dziękczynny za wyleczenie z ciężkiej choroby. Od strony wsi prowadzi do niej droga gruntowa, zakończona schodami z 214 kamiennych stopni z nazwiskami fundatorów. Na czternastym stopniu licząc od góry znajduje się napis „Polnische Freundschaft” („Polska Przyjaźń”). Stopień ten ofiarowało Towarzystwo Przyjaciół Polski za udział Polaków w Wiośnie Ludów 1848 w Niemczech. Obok kaplicy znajduje się sztuczna grota z figurą Matki Boskiej. Wokół kościółka rozmieszczone są murowane z cegły klinkierowej stacje drogi krzyżowej przedstawiające sceny z męki Chrystusa.

## Pustelnia
Pierwszym pustelnikiem na Cierniaku był Ernö Haucke, który zamieszkał na Cierniaku 14 maja 1853 roku, czyli ok. 5 lat po wybudowaniu pierwszej kaplicy. Po nim w pustelni rezydowało kolejnych dziewięciu pustelników, z których ostatni w latach 1938–1946. Wyjechał on wraz z miejscową ludnością do Niemiec. Po dawnej pustelni pozostały dziś jedynie zarysy ścian obok kaplicy.
W pierwszej dekadzie XXI wieku osiadł w pustelni brat Elizeusz, dla którego przygotowano pustelnię w nowym miejscu, ok. 150 m. od kaplicy. Brat Elizeusz - Marian Janikowski zmarł w 2023 roku w hospicjum w Świdnicy.

## Szlaki turystyczne
Przez Cierniak przechodzą dwa szlaki turystyczne:
- – niebieski szlak (E3) przechodzi przez kalwarię pod szczytem, prowadząc z jednej strony do wsi Radochów i dalej do Lądka-Zdroju, z drugiej zaś w kierunku Jaskini Radochowskiej, Ptasznika i dalej do Barda,
- – zielony szlak przechodzi u podnóża góry wiodąc od stacji kolejowej w Radochowie do Jaskini Radochowskiej i dalej do Złotego Stoku.